# Saint-Germain-des-Grois
Saint-Germain-des-Grois ist eine französische Gemeinde mit 204 Einwohnern (Stand: 1. Januar 2022) im Département Orne in der Region Normandie. Sie gehört zum Arrondissement Mortagne-au-Perche und zum Kanton Bretoncelles.

## Lage
Die Gemeinde Saint-Germain-des-Grois liegt an der Huisne im Regionalen Naturpark Perche, neun Kilometer nördlich von Nogent-le-Rotrou. Nachbargemeinden von Saint-Germain-des-Grois sind Bretoncelles im Nordosten, Sablons sur Huisne im Südosten, Verrières im Südwesten sowie Rémalard en Perche im Nordwesten.

## Bevölkerungsentwicklung
| Jahr                       | 1962 | 1968 | 1975 | 1982 | 1990 | 1999 | 2011 | 2021 |
| -------------------------- | ---- | ---- | ---- | ---- | ---- | ---- | ---- | ---- |
| Einwohner                  | 250  | 232  | 193  | 181  | 202  | 196  | 228  | 215  |
| Quellen: Cassini und INSEE |      |      |      |      |      |      |      |      |

## Sehenswürdigkeiten

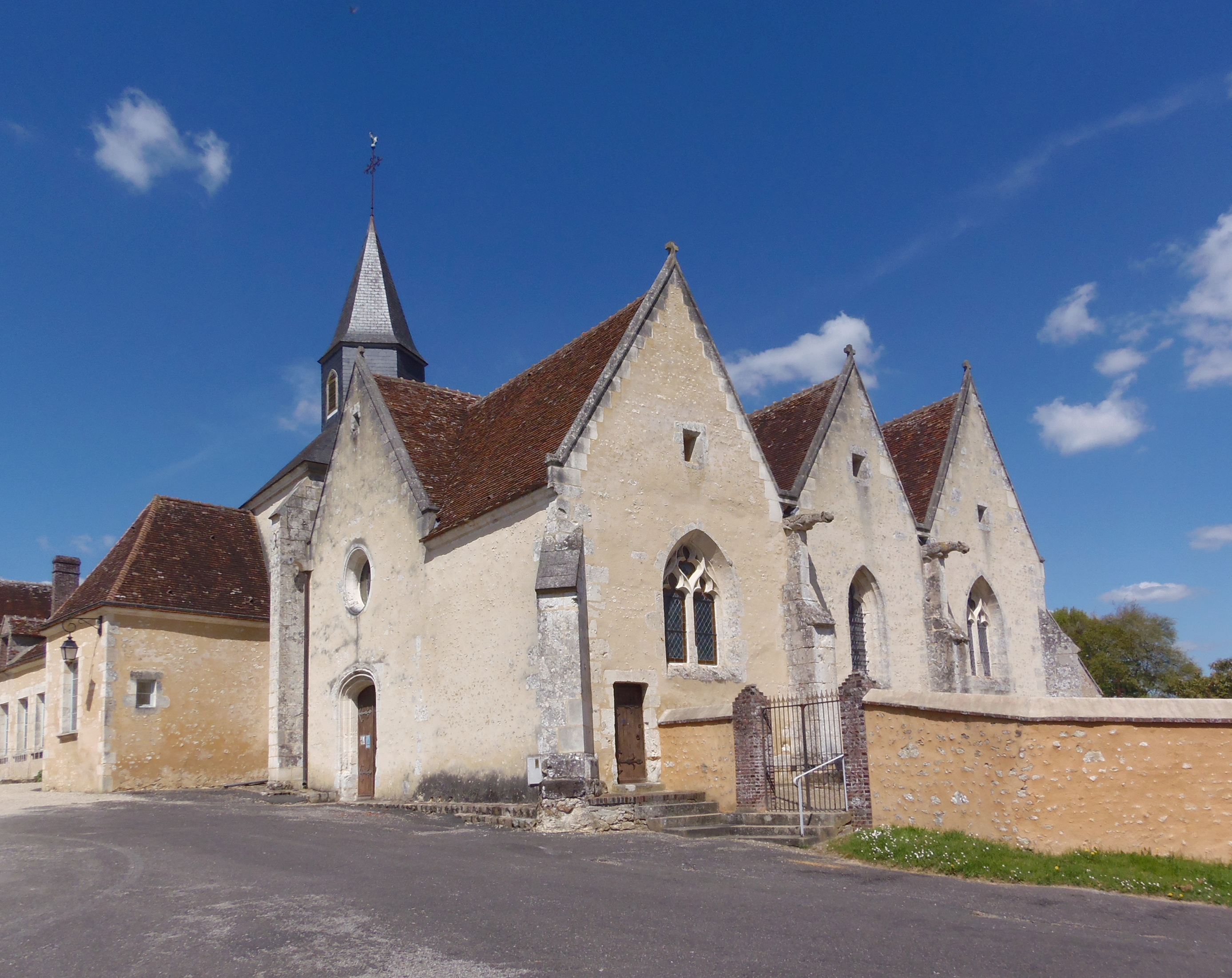
Kirche Saint-Germain

- Kirche Saint-Germain